# La teoria del tutto
La teoria del tutto (The Theory of Everything) è un film del 2014 diretto da James Marsh.
Pellicola biografica su Stephen Hawking, celebre fisico, astrofisico e cosmologo, è l'adattamento cinematografico della biografia Verso l'infinito (Travelling to Infinity: My Life With Stephen), scritta da Jane Wilde Hawking, ex-moglie del fisico, pubblicata in Italia da Edizioni Piemme. Si tratta del primo film cinematografico a portare sul grande schermo la vita di Stephen Hawking, dopo il film per la televisione Hawking del 2004, dove il protagonista era interpretato dall'attore Benedict Cumberbatch.
Per la sua interpretazione Eddie Redmayne si è aggiudicato l'Oscar al miglior attore alla cerimonia del 2015.

## Trama
Nel 1963 il giovane Stephen Hawking è un cosmologo dell'Università di Cambridge che sta cercando di trovare un'equazione unificatrice per spiegare la nascita dell'universo e come esso sarebbe stato all'alba dei tempi. A una festa universitaria conosce la studentessa di lettere Jane Wilde: entrambi sono attratti l'uno dall'altro, e ben presto Stephen invita Jane al ballo di primavera dove i due si scambiano il loro primo bacio sotto le stelle.
La loro storia d'amore viene ostacolata però dalla comparsa della malattia degenerativa di Stephen, l'atrofia muscolare progressiva. Anche gli studi di Hawking vengono compromessi a causa delle difficoltà quotidiane a cui è sottoposto: camminare, scrivere e infine parlare diventano ostacoli per il giovane cosmologo. Un iniziale rifiuto della malattia viene in seguito superato dalla determinazione di Jane di rimanere al fianco di Stephen, amandolo e facendosi carico della sua salute.
Dopo il matrimonio, inizia la loro convivenza. Stephen peggiora di giorno in giorno, e ben presto sarà costretto a spostarsi sulla sedia a rotelle. Jane ha due figli e le fatiche per accudire il marito diventano notevoli. Mentre Stephen presenta la sua nuova teoria sull'origine e sulla fine dell'universo davanti a un congresso di scienziati, Jane, che sente il peso della vita familiare, trova conforto negli incontri settimanali con il coro della chiesa.
Qui conosce Jonathan, un giovane vedovo insegnante di musica, che piano piano si inserisce nella famiglia Hawking. Inevitabilmente le condizioni di Stephen peggiorano e, durante una rappresentazione teatrale alla quale partecipa sotto invito, ha un malore. Jane decide di staccarsi da Jonathan, verso il quale prova dei sentimenti, oltretutto ricambiati, per assistere suo marito. Quest'ultimo viene salvato grazie a una tracheotomia che gli causerà però la perdita della voce. Distrutto dalla mancanza dell'unica facoltà motoria che gli rimaneva, Hawking sprofonda nel più completo abbandono. Sarà l'aiuto di Elaine, un'infermiera che riuscirà a farlo comunicare mediante una tavola con colori e lettere, a renderlo di nuovo capace di esprimersi.
Nel frattempo Stephen decide di pubblicare un libro sul tempo, comprendendo anche che i suoi sentimenti per Jane sono svaniti. Decide di lasciarle seguire la propria strada al fianco di Jonathan, proseguendo il suo lavoro aiutato da Elaine. Hawking, che riesce a comunicare grazie a una voce sintetizzata, la quale legge ciò che scrive su un apposito monitor posizionato sulla sua sedia a rotelle, viene premiato ed elogiato per le sue teorie e per il suo contributo alla fisica moderna grazie allo scritto sul tempo; rimarrà celebre una sua frase durante un incontro con il pubblico: "Finché c'è vita, c'è speranza".
Stephen riceve un invito dalla Regina Elisabetta, che lo onora del titolo di cavaliere dell'ordine britannico (titolo che rifiuterà), portando con sé i figli e Jane, la prima donna ad aver creduto nelle sue idee e ad averlo aiutato a renderle concrete.

## Produzione
La produttrice Lisa Bruce, insieme allo sceneggiatore Anthony McCarten, hanno passato tre anni a convincere Jane Wilde Hawking ad accettare la possibilità di fare un film tratto dal suo libro biografico. Anthony McCarten era interessato già da tempo a scrivere un film sul celebre astrofisico e già più volte aveva incontrato Jane Hawking presentandole varie bozze di sceneggiature. Poi, tramite il loro comune agente, fu introdotta Lisa Bruce come produttrice la quale dichiarò: "Ci furono un sacco di lunghe conversazioni, davanti a molti bicchieri di sherry e quasi il doppio di tazze di tè".
Il budget del film è stato di circa 15 milioni di dollari.
Il regista James Marsh iniziò subito a studiare numerosi archivi di immagini e documentari. Redmayne incontrò Hawking stesso e commentò l'incontro dichiarando: "Anche adesso, che è totalmente incapace di muoversi, è possibile vedere una tale effervescenza di sentimenti nei suoi occhi". Affermerà che interpretare tale ruolo sarà una sfida "pesante" e che la vera prova del film non sarà dare una certa cronologia alla storia, bensì rendere l'idea del deterioramento del corpo nel tempo, giorno dopo giorno, mantenendo però quella scintilla di sentimenti, quella arguzia e quell'umorismo tipici del celebre astrofisico.
Da aprile a ottobre, per sei mesi, Redmayne si dedicò a studiare la vita di Hawking, guardando ogni documentario e ogni intervista disponibile. Il regista dichiarerà che lo sforzo del giovane attore fu immenso, abbracciando la difficile fisicità del ruolo tracciando non solo una semplice disabilità ma tutto un percorso di erosione di corpo e mente. Hawking stesso ha spesso accompagnato Redmayne durante la riprese del film, prestando infine anche la sua voce elettronica nel doppiaggio.
Successivamente anche Jane Hawking dichiarerà in radio di aver spesso seguito Felicity Jones nella preparazione per l'interpretazione del suo personaggio, affermando, una volta visto il film, di essere rimasta notevolmente sorpresa di come l'attrice fosse riuscita a incorporare i suoi manierismi o modelli di discorso nella sua performance.

### Cast
Il 18 aprile 2013 James Marsh viene confermato alla regia insieme al protagonista Eddie Redmayne. Il 23 giugno invece si unisce ufficialmente al cast l'attrice Felicity Jones come protagonista femminile. Successivamente, l'8 ottobre vengono confermati nel cast anche Emily Watson e David Thewlis.

### Sceneggiatura
La sceneggiatura di Anthony McCarten è stata sviluppata nell'arco di dieci anni di lavoro.

### Riprese

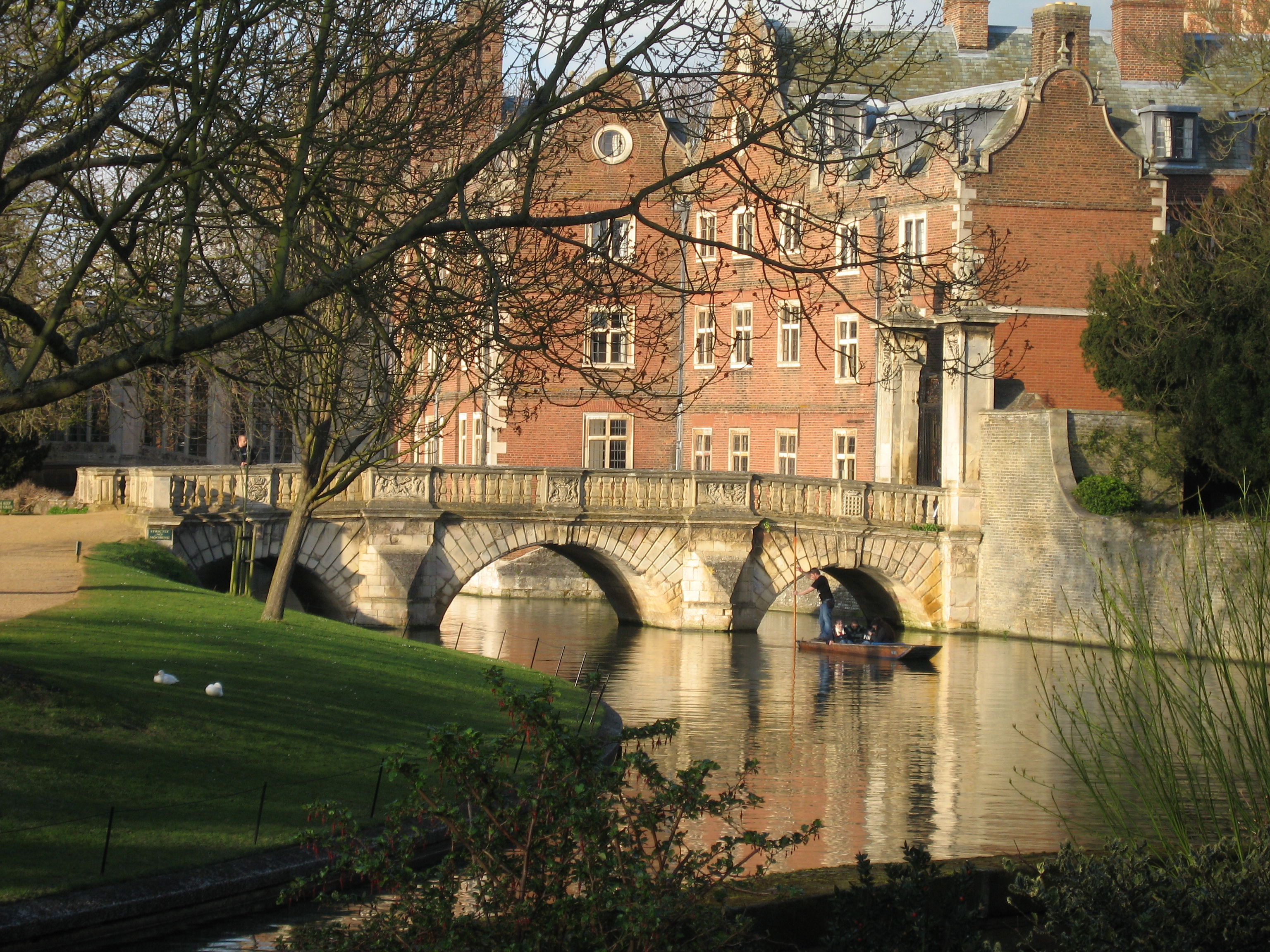
Il Kitchen Bridge dell'Università di Cambridge

L'8 ottobre 2013 il progetto entra in fase di lavorazione; le riprese si svolgono tra l'Università di Cambridge ed altre location nel Regno Unito.

### Effetti visivi
Gli effetti visivi del film sono curati dalla Union Visual Effects.

### Post-produzione
Durante la produzione si è cercato di riprodurre la voce sintetizzata di Hawking, senza ottenere il risultato sperato. Tuttavia Stephen Hawking ha apprezzato così tanto il film da concedere i diritti che proteggono la sua voce, il sintetizzatore con il copyright, per le parti finali del film.

## Colonna sonora
La colonna sonora del film è stata curata da Jóhann Jóhannsson, che registrò agli Abbey Road Studios, con Ed Bentley come assistente.

## Promozione
Il primo trailer del film viene diffuso il 7 agosto 2014.

## Distribuzione
Il film è stato presentato in anteprima mondiale al Toronto International Film Festival il 7 settembre 2014.
La pellicola è stata distribuita nelle sale cinematografiche statunitensi dal 7 novembre 2014 e in quelle italiane dal 15 gennaio 2015.

### Divieti
Il film è stato vietato negli Stati Uniti d'America ai minori di 13 anni non accompagnati, a causa di alcuni elementi tematici e materiale "spinto".

## Accoglienza

### Incassi
Il film ha incassato 123.726.688 dollari in tutto il mondo, di cui 35.893.537 negli Stati Uniti.

## Riconoscimenti
- 2015 - Premio Oscar
  - Miglior attore protagonista a Eddie Redmayne
  - Candidatura per il miglior film
  - Candidatura per la miglior attrice protagonista a Felicity Jones
  - Candidatura per la migliore sceneggiatura non originale a Anthony McCarten
  - Candidatura per la miglior colonna sonora a Jóhann Jóhannsson
- 2015 - Golden Globe
  - Miglior attore in un film drammatico a Eddie Redmayne
  - Migliore colonna sonora originale a Jóhann Jóhannsson
  - Candidatura per il miglior film drammatico
  - Candidatura per la migliore attrice in un film drammatico a Felicity Jones
- 2015 - British Academy Film Awards
  - Miglior film britannico
  - Miglior attore protagonista a Eddie Redmayne
  - Migliore sceneggiatura non originale a Anthony McCarten
  - Candidatura per il miglior film
  - Candidatura per il miglior regista a James Marsh
  - Candidatura per la miglior attrice protagonista a Felicity Jones
  - Candidatura per la migliore colonna sonora a Jóhann Jóhannsson
  - Candidatura per il miglior montaggio a Jinx Godfrey
  - Candidatura per i migliori costumi a Steven Noble
  - Candidatura per il miglior trucco e acconciatura
- 2015 - David di Donatello
  - Miglior film dell'Unione Europea
- 2015 - Screen Actors Guild Awards
  - Miglior attore in un film a Eddie Redmayne
  - Candidatura per la miglior attrice in un film a Felicity Jones
  - Candidatura per il miglior cast in un film
- 2015 - Empire Awards[23]
  - Candidatura per il miglior film britannico
  - Candidatura per il miglior attore a Eddie Redmayne
  - Candidatura per la miglior attrice a Felicity Jones
- 2014 - Toronto International Film Festival
  - Migliori rivelazioni in un film a James Marsh, Eddie Redmayne e Felicity Jones
- 2015 - Producers Guild of America
  - Candidatura per il miglior film
- 2014 - Hollywood Film Awards
  - Miglior attore rivelazione a Eddie Redmayne
- 2015 - Satellite Awards
  - Candidatura per il miglior film
  - Candidatura per il miglior attore a Eddie Redmayne
  - Candidatura per la miglior attrice a Felicity Jones
  - Candidatura per la miglior sceneggiatura non originale a Anthony McCarten
  - Candidatura per la miglior fotografia a Benoît Delhomme
- 2014 - Critics' Choice Movie Award
  - Candidatura per il miglior film
  - Candidatura per il miglior attore a Eddie Redmayne
  - Candidatura per la miglior attrice a Felicity Jones
  - Candidatura per la miglior sceneggiatura non originale a Anthony McCarten
  - Candidatura per la Miglior colonna sonora a Jóhann Jóhannsson
- 2014 - St. Louis Film Critics Association Awards
  - Candidatura per il miglior attore a Eddie Redmayne
  - Candidatura per la miglior attrice a Felicity Jones
  - Candidatura per la miglior sceneggiatura non originale
- 2015 - Motion Picture Sound Editors Golden Reel Awards
  - Candidatura per il miglior audio per dialoghi
- 2015 - Costume Designers Guild Awards
  - Candidatura per i migliori costumi per un film ambientato nel passato
- 2015 - MTV Movie Awards[24][25]
  - Candidatura per la miglior trasformazione sullo schermo a Eddie Redmayne
- 2015 - Saturn Awards[26]
  - Miglior film internazionale
- 2015 - Teen Choice Awards[27]
  - Candidatura per il miglior film drammatico
  - Candidatura per il miglior attore in un film drammatico a Eddie Redmayne
  - Candidatura per la miglior attrice in un film drammatico a Felicity Jones
- 2016 - Grammy Award
  - Candidatura per la miglior colonna sonora per un film a Jóhann Jóhannsson